# 四天王寺 (津市)

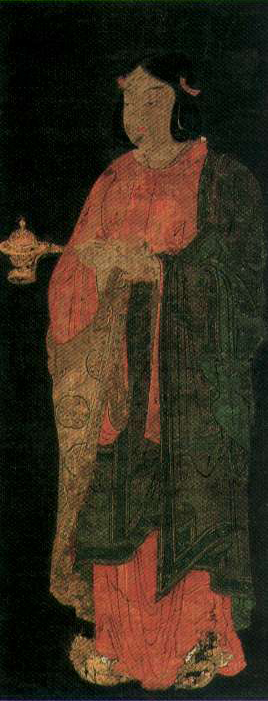
聖徳太子像

四天王寺（してんのうじ）は、三重県津市にある曹洞宗の寺院。

## 沿革
推古天皇の勅願により、聖徳太子が建立したと伝えられている。
戦火で荒廃と復興を繰り返していたが、安濃津城主だった織田信包が再建し、織田信長、信包の母でもある土田御前の墓がある。その他、藤堂高虎夫人（一色氏）、富田知信の子千代丸、斎藤拙堂、幕末の写真家堀江鍬次郎など津にゆかりのある人物の他、諜報員ドン・ブラウンの墓がある。
昭和20年（1945年）7月28日、空襲で総門、中雀門、鐘楼以外はほとんど焼失したが、本堂と庫裏は戦後再建された。

## 文化財

### 重要文化財
- 絹本著色藤堂高虎像 附:同夫人像
- 絹本著色聖徳太子像
- 木造薬師如来坐像
- 民部田所勘注状外古文書 4通1巻

##### 津市指定文化財
- 梵鐘(附:半鐘・雲版)
- 山門

### 焼失した文化財
以下の文化財は古社寺保存法に基づき国宝（旧国宝、現行法の重要文化財に相当）に指定されていたが、昭和20年（1945年）7月28日、戦災で焼失した。 
- 木造大日如来坐像
- 木造薬師如来坐像
- 木造阿弥陀如来坐像
- 木造阿閦如来坐像
- 木造千手観音坐像